# Olar
Olar és una població dels Estats Units a l'estat de Carolina del Sud. Segons el cens del 2000 tenia 237 habitants.

## Demografia
Segons el cens del 2000, Olar tenia 237 habitants, 111 habitatges i 71 famílies. La densitat de població era de 115,8 habitants/km².
Dels 111 habitatges en un 12,6% hi vivien nens de menys de 18 anys, en un 51,4% hi vivien parelles casades, en un 9,9% dones solteres, i en un 36% no eren unitats familiars. En el 34,2% dels habitatges hi vivien persones soles el 17,1% de les quals corresponia a persones de 65 anys o més que vivien soles. El nombre mitjà de persones vivint en cada habitatge era de 2,14 i el nombre mitjà de persones que vivien en cada família era de 2,7.
Per edats la població es repartia de la següent manera: un 12,2% tenia menys de 18 anys, un 9,3% entre 18 i 24, un 24,1% entre 25 i 44, un 28,3% de 45 a 60 i un 26,2% 65 anys o més.
L'edat mediana era de 49 anys. Per cada 100 dones de 18 o més anys hi havia 80,9 homes.
La renda mediana per habitatge era de 31.250 $ i la renda mediana per família de 41.964 $. Els homes tenien una renda mediana de 41.250 $ mentre que les dones 11.771 $. La renda per capita de la població era de 17.113 $. Entorn del 7,7% de les famílies i el 10,3% de la població estaven per davall del llindar de pobresa.

## Poblacions més properes
El següent diagrama mostra les poblacions més properes.